# Oryzomys nitidus
El colilargo acanelado (Oryzomys nitidus) es una especie  de roedor de Sudamérica. Es propia de Argentina, Bolivia, Brasil, Perú y Paraguay.
Este roedor habita en bosques húmedos de hoja perenne tropical y subtropical; capaz de tolerar una modificación del bosque moderada a severa, solamente ausente de las praderas. Es terrestre y solitario, se encuentra en la selva tropical de las tierras bajas de las estribaciones andinas.